# Клофибровая кислота
Клофибровая кислота — гербицид с систематическим названием 2-(4-хлорфенокси)-2-метилпропановая кислота. Он функционирует как регулятор роста растений и представляет собой синтетический аналог фитогормона ауксина.

## Производные

### Aнтилипидемики
Клофибровая кислота является метаболитом препаратов, снижающих уровень холестерина, таких как клофибрат.

### Другие применения
- Антибиотик фибрацилин является амидом клофибровой кислоты и ампициллина.
- Алапроклат (антидепрессант).